# Frații Karamazov
Frații Karamazov (rusă Братья Карамазовы, Bratia Karamazovî) este ultimul roman al scriitorului rus Fiodor Dostoievski, scris între anii 1878 - 1880. Fiind considerat o operă literară de nivel mondial, romanul a fost și ecranizat. În filmul realizat, actrița Maria Schell a jucat rolul iubitei, Grușenka. 
Într-un eseu publicat în 1954, Maugham l-a considerat unul dintre cele mai bune zece romane din lume.

## Structură
Romanul este structurat în patru carți principale, fiecare conținand mai multe capitole care exploreaza diverse aspecte ale vieții si personalității fraților Karamazov: Dmitri, Ivan si Alexei, precum si relația lor cu tatal lor, Feodor Pavlovici. Prin intermediul acestor personaje, Dostoievski reuseste să pună sub lupă dilemele morale si existențiale ale umanitatii.

## Tema
Romanul explorează teme profunde precum credința, moralitatea, vinovăția și iubirea prin povestea unei familii disfuncționale.

## Conținut
Acțiunea romanului are în centru pe cei trei frați care au fiecare o predispoziție patologică pentru patimă. În sens metaforic se poate spune că frații alcătuiesc oarecum cele 3 ipostaze fundamentale ale omului. Dmitri, cel mai în vârstă, e un exponent al senzualismului și al trupului. Ivan, reprezintă intelectul, rațiunea. Interesant este revolta aparent atee a lui Ivan: el nu neagă existența lui Dumnezeu, ci nu poate accepta lumea așa cum a fost creată de Dumnezeu. Alexei („Aleoșa”), personajul protagonist, e simbol al trăirii spirituale și al apropierii de Dumnezeu, totuși cu mici răutăți ortodoxe - față de iubita lui, mai nevinovată decât el. Toți trei frații sunt în conflict cu tatăl lor, Feodor Pavlovici Karamazov, care reprezintă tipologia omului depravat ce duce o viață imorală și desfrânată. Smerdeakov, presupus al patrulea frate, fiu nelegitim, îl slujește pe tatăl lui, Feodor Pavlovici, evoluția sa este de asemenea interesantă; având ca principiu existențial sofismul, el se dedică acestui concept, care îl va duce în final la sinucidere. 
Dmitri ajunge din cauza unei datorii în conflict cu tatăl, având nevoie de bani pentru a se căsători cu Grușenka, un personaj care pare a fi în începutul romanului doar o tipologie(„vampa”), dar se dovedește pe parcurs a fi mult mai complex, vădind trăiri și sentimente care reprezintă tema analizei psihologice abisale pe care o propune Dostoievski nu numai în acest caz, ci pentru toate personajele.
Dmitri jură să-și omoare tatăl, care refuză să-i dea banii necesari, ajungând chiar în situația de a-l ataca fizic. Tatăl va fi omorât, iar bănuiala cade pe Dmitri care l-a amenințat și care, surprinzător, exact după moartea tatălui își procură cele 3000 de ruble de care avea nevoie. Astfel Dmitri este osândit la muncă silnică în Siberia. La început el acceptă sentința, considerând-o ca fiind modul ideal de a se căi pentru ura pe care a purtat-o tatălui său. El va fi însă convins de planul de evadare propus de Ivan. Alexei și Ivan reușesc să-l deconspire pe făptașul adevărat, fiul nelegitim al lui Feodor Pavlovici, Smerdeakov, care l-a omorât pe tatăl lor și care crezând că Ivan poate dovedi vinovăția lui, se va spânzura în ziua procesului. Romanul este înțesat de o serie de întrebări cu caracter filozofic, ca de exemplu: a murit Dumnezeu?, cărora Dostoievski le propune soluții interesante, cât și de conflicte apărute între ateism și conștiința religioasă.

## Aprecieri critice
|  | Ultimul roman al lui Dostoievski este și ultimul lui cuvânt, concluzia și încoronarea întregii sale opere, sinteza finală, ce reia preocupările cărtilor precedente, reformulează întrebările pe care și le-a pus cândva și încearcă să le soluționeze pe temeiul unei experiențe artistice totale. Asemenea generalizări cuprinzătoare au adesea un subliniat caracter meditativ, filosofic. [...] Un roman de aventuri, un roman cu intrigă aproape polițistă, devine un roman filosofic, cel mai filosofic dintre romanele scriitorului și, poate, dintre toate romanele create până în acel moment în literatura universală. | — Ion Ianoși |